# 張基梧
张基梧（韩语：장기오，1932年2月3日—），韩国军人，政治人物。

## 生平
1932年2月3日，张基梧生于日治朝鲜京畿道京城府。1952年进入陆军士官学校第12期，于1956年毕业。毕业后以少尉军衔进入韩国陆军服役并加入一心会。在部队服役期间毕业于东国大学法学院公共管理系和国防大学公共管理系。1958年与全斗焕，朴熙道，崔世昌等人前往美国留学，并顺利完成特种游骑兵课程。
1979年12月12日军事叛乱期间任第五空降特战旅旅长。1983年获得东国大学行政大学院行政学硕士学位。1987年以陆军中将退伍。
张基梧在金泳三政府对双十二政变参与者采取司法行动时逃往美国。1998年韩美引渡条约生效后回国自首。

## 履历
- 1975年：韩国陆军首都机械化步兵师所属团长（当时军衔为上校）。
- 1976年：晋升为准将，并继续担任首都师所属团长。
- 1977年：任韩国陆军特战司令部作战处处长。
- 1978年：任特战司令部下属第五空降特战旅旅长。
- 1981年：担任首都机械化步兵师师长，同时晋升为少将。
- 1983年：国防部特命检阅团团长。
- 1984年：晋升为中将，并任首都军团军团长。
- 1985年：担任韩国陆军教育司令部司令官。
- 1986年：任第17任总务处副部长（当时仍为陆军中将）。
- 1987年：担任第20任总务处长官。[3]
- 1987年：兼任民主正义党代表常务行政委员。
- 1988年：退出民主正义党，并辞去总务处长官职务。
- 1989年：任韩国勤劳福利公社理事长。
- 1993年：辞去韩国勤劳福利公社理事长职务。